# Graphium schubotzi
Graphium schubotzi is een vlinder uit de familie van de pages (Papilionidae). Voor deze soort werd in 1910 door Embrik Strand de naam Papilio odin gepubliceerd. Die naam was echter een later homoniem van Papilio odin Fabricius, 1793. Als geldige naam voor deze soort wordt daarom het eerstvolgende synoniem, Papilio odin var. schubotzi Schultze, 1913 gebruikt.